# دوروثي ليمان برنارد
دوروثي ليمان بيرنهارد (22 أبريل 1903-6 مارس 1969) ناشطة مدنية أمريكية.

## سيرة شخصية
ولدت دوروثي ليمان بيرنهارد في مدينة نيويورك لعائلة يهودية علمانية، وهي أكبر أطفال أديل (ني لويسون) وآرثر ليمان. كان لديها شقيقتان، هيلين ليمان باتنويسر ليمان وفرانسيس ليمان لوب. وهي ابنة أخت حاكم نيويورك هربرت ليمان، وإيرفينغ ليمان، رئيس محكمة الاستئناف في ولاية نيويورك. أجدادها ماير ليمان وأدولف لويسون. في عام 1920، تخرجت من مدرسة هوراس مان وبعد ذلك التحقت بكلية ويلسلي لكنها غادرت بعد عام واحد لتتزوج المصرفي الاستثماري ريتشارد جاك بيرنهارد في عام 1923. أنشأت عائلتها صندوقًا خيريًا لمساعدة الأقارب في الهجرة من ألمانيا النازية وتقديم المساعدة في إعادة توطينهم في الثلاثينيات من القرن الماضي، أدار برنارد الصندوق.
بعد ذلك كرست نفسها للأعمال الخيرية. كانت منخرطة في رابطة رعاية الطفل الأمريكية طوال حياتها كنائبة للرئيس لمدة 13 عامًا ورئيسة من 1957 إلى 1962. عملت في مجلس إدارة لجنة المواطنين لأطفال مدينة نيويورك لمدة عشرين عامًا. كونها أم بالتبني، كانت من دعاة عدم إضفاء الطابع المؤسسي على الرعاية بالتبني. شغلت منصب رئيسة اللجنة الاستشارية للعمل الاجتماعي في مدرسة هنتر كوليدج. عينت في مجلس ولاية نيويورك للرعاية الاجتماعية المساهمات من عام 1942 إلى عام 1947 وفي عام 1960، عينت في المجلس الاستشاري لمدينة نيويورك للرفاهية العامة من قبل العمدة روبرت فاجنر . كانت أيضًا داعمة قوية للمنظمات اليهودية التي تعمل كوصي على اتحاد الأعمال الخيرية اليهودية، ونائب رئيس جمعية رعاية الطفل اليهودي من 1940-1942، كعضو مجلس إدارة في جمعية نيويورك للأمريكيين الجدد، بصفتها عضوًا فخريًا نائب رئيس جمعية YWHA التابعة لنيويورك الكبرى، وكعضو في لجنة المطبوعات لمجلة كومينتاري.
منحتها إليانور روزفلت، أول جائزة لرعاية الطفل من رابطة رعاية الطفل الأمريكية في عام 1962. كان برنهارد أيضًا جامعًا متحمسًا للفنون، وداعمًا لمتحف متروبوليتان للفنون، وخدم في مجلس إدارة أوركسترا نيويورك الفيلهارمونية.

## الحياة الشخصية
دورثي هي أم لطفلان من ريتشارد جاك بيرنهارد: روبرت آرثر برنارد (مواليد 1928) وويليام ليمان بيرنهارد (مواليد 1931). كان زوجها يعمل مصرفيًا استثماريًا في Wertheim & Co. ابنها ويليام متزوج من كاثرين كاهيل، ابنة المحامي جون ت. وصلت إلى النجومية الوطنية في ثلاثينيات القرن الماضي من خلال برنامجها الإذاعي وجولات الحفلات الموسيقية والتسجيلات. كانت عضوة في Temple Emanu-El في مانهاتن. توفيت بالسرطان في 6 مارس 1969.